# Verbrannte Erde in Lateinamerika

Wirkungsgeflecht zum Verbrannte-Erde-Syndrom in Lateinamerika

Verbrannte Erde in Lateinamerika bezeichnet die Anwendung der verbrannten Erde als Taktik im Drogenkonflikt in Lateinamerika. Verwendet wurde sie vor allem in Mexiko und Kolumbien. Die Vorgänge werden unter anderem im Syndromansatz als Schlüsselproblem behandelt.

## Gewässer
Die Gewässer werden vor allem von den Kriegen und Konflikten, die durch den Drogenhandel, der zum Beispiel in Kolumbien sehr verbreitet ist, zustande kommen, stark verseucht. Durch die Verseuchung verlieren die Tiere und Pflanzen an Arten. Außerdem verursachen sie Gesundheitsschäden, und somit erhöhen sie auch die Anzahl der Toten.
Die chemische Verbindung Glyphosat wird zur angeblichen Unkrautbekämpfung eingesetzt und soll eine geringe Toxizität für Säugetiere haben.
Doch vielen Biologen kommen hier Zweifel. Bei einem Test mit Ratten fand man heraus, dass das Tensid Talgfettaminoxethylat deutlich giftiger ist als Glyphosat selbst. Für Menschen ist es ungefähr 22-mal giftiger als bei einer Ratte.
Diese Entlaubungsmittel werden eingesetzt, um die Drogenproduktion und den Drogenhandel zu verringern.
Der Erfolg ist bisher aber übersichtlich, zudem verseuchen diese Mittel die naheliegenden Gewässer, wodurch dann ebenfalls das Grundwasser verseucht werden kann. Die Bevölkerung, die dieses Wasser zu sich nimmt, vergiftet sich damit und leidet dann an Erkrankungen von Atmungsorganen. Die Tiere in den verseuchten Gewässern sterben häufig, vor allem die Houstonkröte, die eine sehr bedrohte Art ist. Im Wasser steigt die Toxizität von Glyphosat mit höheren Wassertemperaturen und hohen pH-Werten. Die Atmosphäre und die Böden werden ebenfalls durch den Gifteinsatz beschädigt.

## Böden und Gestein
Durch die vermehrte Anfrage von Drogen in Südamerika werden diese dort immer mehr angebaut. Die Maßnahmen, welche die Regierung ergriffen hat, führen zur unausweichlichen Verseuchung der Böden. Zu dieser führen verschiedene Chemikalien wie zum Beispiel das POEA, welches die Anhaftung von Glyphosat an Pflanzenteilen erhöhen soll. In den Jahren zwischen 2000 und 2003 wurden rund 380.000 Hektar Land besprüht, das sind rund 8 % der gesamten landwirtschaftlich nutzbaren Flächen. Doch die Chemikalien werden nicht nur auf die Pflanzen gesprüht, sondern durch den Regen gelangen diese auch in die Böden, und sogar in das Grundwasser. Unter anderem leidet auch die Tierwelt, welche wohl einzigartig ist, unter den gravierenden Umständen. Dies führt zu Artenverlust
der Tierwelt und Vernichtung des Regenwaldes. Die Maßnahmen führen zu Kriegen und Konflikten, welche der Bevölkerung schaden. Auch die Landwirtschaft ist starken Schäden ausgesetzt. Da die landwirtschaftliche Nutzfläche zerstört wird, steigt die Flüchtlingsrate.

## Atmosphäre
Der Drogenhandel in Süd- und Mittelamerika hat unter anderem einen starken negativen Einfluss auf die Atmosphäre, denn um Drogen überhaupt anbauen zu können, muss ein Teil des Regenwalds gerodet werden. So verlor laut der nationalen Behörde für Schutzgebiete auch das Schutzgebiet
Laguna del Tigre sechzig Prozent seiner ursprünglichen Fläche. Doch in
unserem Ökosystem spielt der Regenwald eine wichtige Rolle.
Er wandelt Kohlenstoffdioxid in Sauerstoff um, der für uns lebensnotwendig ist.
Die Rodung des Regenwalds, um Anbaugebiete für Drogen zu schaffen, trägt also zur Klimaerwärmung (Treibhauseffekt) bei. Ebenso trägt die Freisetzung von Spurengasen (CO2) durch militärische Fahrzeuge dazu bei.
Zusätzlich hat der Einsatz von Pestiziden wie Glyphosat mit dem Netzmittel Talgfettaminoxethylat oder Talgalkylaminethoxylat im kolumbianischen Drogenkrieg eine starke Belastung der Atmosphäre und der Umwelt zur Folge. Die schädlichen Gase führen zu vermehrtem Artenverlust und zu gesundheitlichen Beschwerden bei der Bevölkerung.

## Bevölkerung
Durch die Drogenkriege in Südamerika leidet nicht nur die Umwelt, sondern auch die Bevölkerung, die stark ausgebeutet, vergiftet und auch oft getötet wird.
Die zwei wichtigsten Guerillagruppen Kolumbiens (FARC und ELN) kontrollierten in den 1990er Jahren immer mehr Gebiete, erhoben Steuern auf Kokafelder und entführten und töteten viele Staatsbürger. Der Versuch von US-Truppen, Drogenfelder mit Giften zu zerstören oder unfruchtbar zu machen, birgt viele Risiken. Unschuldige Menschen werden vergiftet und sterben auch oft. Aus dem Volk gehen viele Menschen zu den Rebellen, dadurch werden diese immer stärker und die staatliche Armee im Gegensatz immer schwächer. Diese Tatsache stärkt die Rebellen wiederum im Drogenhandel und -anbau, was zur Folge hat, dass sie mehr Regenwald abholzen, um die Drogenplantagen zu erweitern. Um diesem entgegenzuwirken, wurde im Jahr 2000 von den USA der Plan Colombia gestartet.

## Tiere und Pflanzen
In der zweiten Hälfte der 1990er Jahre änderte die US-Regierung ihre Politik gegenüber Kolumbien und setzte vermehrt auf eigenes Engagement und Transferzahlungen. 1999 erhielt Kolumbien 289 Mio. US-Dollar zur Hilfe gegen den Drogenanbau.
Die Revolutionären Streitkräfte Kolumbiens FARC und die Befreiungsarmee (ELN) kontrollieren immer mehr Gebiete zum Anbau von Kokain, Schlafmohn, Koka und Heroin, was die Situation für die kolumbianische Regierung zunehmend aussichtslos machte. Die Drogen liefern die Rebellengruppen häufig in die USA. Die Regierung kämpft tagtäglich gegen die Drogenorganisationen, bei diesem bewaffneten Konflikt in Kolumbien kommt es häufig zu vielen Toten auf beiden Seiten. Die USA versuchten 2000 durch hochmoderne Helikopter die Drogenorganisationen zu bekämpfen. Zudem sprühten sie hochgiftige Chemikalien auf die illegalen Pflanzen. 380.000 Hektar Land wurden von dem Gift verseucht. Zudem gibt es Gesundheitsschäden bei der Bevölkerung und das Grundwasser wird vergiftet.
Glyphosat (Unkrautbekämpfungsmittel) wird gegen drogenproduzierende Pflanzen verwendet und dabei über riesige Gebiete versprüht.
Vegetation, die Lebensräume für vom Aussterben bedrohte Tiere bietet, wird dabei vernichtet.
Zwar ist die Toxizität von Glyphosat für Säugetiere und Vögel relativ niedrig, aber auch die komplette Zerstörung von Pflanzen und Bäumen, wie zum Beispiel im Regenwald, nimmt ihnen ihren Lebensraum und kann im schlimmsten Fall sogar zur Ausrottung einer ganzen Art führen. Die wirbellosen Tiere und die Fische werden ebenfalls stark negativ beeinflusst. Für Bodenorganismen, Bakterien, Pilze und Hefen ist Glyphosat das zweitgefährlichste Herbizid.
Auswirkungen auf den Regenwald:
Viele Naturschutzgebiete werden von Kokahändlern, die sich meistens als Viehzüchter ausgeben, besetzt und zerstört.
Beispielsweise verlor das Land Guatemala nach Angaben des Umweltministeriums in den Jahren 2007 und 2008 jeweils 23.000 Hektar ursprünglichen Regenwalds. Aber vor allem der Petén, eines der größten Regenwaldgebiete (so groß wie Bayern), ist besonders gefährdet.
Eigentlich werden die gerodeten Gebiete nicht für Viehzucht und Landwirtschaft, sondern für Drogenkartelle und Labore zur Herstellung von Kokain und Heroin verwendet.

## Gesellschaft
Die Gesellschaft in den vom Drogenkrieg betroffenen Ländern Südamerikas ist sehr durch Konflikte und soziale Ungleichheiten geprägt. Außerdem leistet der Staat zu wenig Hilfe, so dass man sogar von einem Politikversagen sprechen kann, das nicht nur durch die innerstaatlichen Regierungen, sondern auch durch das Versagen ausländischer Mächte zustande kommt. Dieses Versagen und die „Kriegsunterstützung“ des Drogenhandels löst meist die Kriege und Konflikte aus. Diese führen zu erheblichen Schäden an der Natur; es werden vor allem Böden, Gewässer und die Atmosphäre verseucht. So kommt es zu einem Artenverlust von Tieren und Pflanzen. Außerdem fordert der Krieg sehr viele Tote. Hinzu kommen Flüchtlinge, die das Land wegen der katastrophalen Umstände verlassen. Des Weiteren breiten sich durch die Verseuchung von Böden, Gewässern und den entstehenden gesundheitsschädlichen Gasen Krankheiten aus. Durch diese Faktoren wächst das Elend der Bewohner und die sozialen Ungleichheiten, wodurch die Armut sich immer stärker ausbreitet. Durch die Machtlosigkeit und das Versagen des Staates wird die Hilfe von Nicht-Regierungsorganisationen benötigt, die den Staat, aber auch direkt die Bedürftigen, unterstützen.

## Technologie
Die Technologie spielt eine wichtige Rolle beim Drogenanbau in Mexiko. Die US-Strategie zur Vernichtung der Kokafelder bezieht Truppen der kolumbianischen Armee ein, die mit Black-Hawk-Helikoptern ausgestattet sind. Im Dezember 2000 begann der Vorstoß nach Putumayo, wo auf Kokafelder aus der Luft Chemikalien gesprüht wurden. Diese giftigen Chemikalien zerstörten in Putumayo ca. acht Prozent der nutzbaren Fläche Kolumbiens, indem sie Boden und Grundwasser vergifteten. Auch die Bevölkerung hat damit zu kämpfen, weil sie gesundheitliche Probleme bekam und deshalb in andere Landesteile ziehen musste, um dort ihren Drogenanbau weiterzuführen. Man kann nicht genau beurteilen, ob der Transfer von Waffen in die beteiligten Länder die Konflikte eher stärkt, weil die Schlagkraft der Regierung zwar gestärkt wird, die besseren Waffen jedoch auch die Zerstörungen verstärken. Nicht-Regierungsorganisationen richten den Blick auf die Vernichtung des Regenwalds, soziale Ungleichheiten, schwachen Staat bzw. Politikversagen und den Transfer von Waffentechnik durch unabhängige Perspektiven auf die Kernproblematik.

## Wirtschaft
Der Drogenhandel wird durch die wirtschaftlich schwachen Staaten Lateinamerikas stark begünstigt, da viele Leute keinen anderen Ausweg mehr sehen, als Drogen anzubauen oder vor den Kriegen, welche beinahe allgegenwärtig sind, zu fliehen. Wegen der vielen Flüchtlinge wird die soziale Ungleichheit größer, es herrscht Armut. Durch die soziale Ungleichheit entstehen außerdem wiederum Kriege und Konflikte, die nicht nur für viele Tote verantwortlich sind. Die landwirtschaftliche Nutzfläche wird zum Beispiel zerstört, der Boden verseucht, es kommt zu vielen Verletzten und auch – durch die Verseuchung begünstigt – zu anderen Gesundheitsschäden. Zusätzlich nimmt der Drogenhandel stark zu. Die Regierung versucht zwar bereits seit mehreren Jahren gegen den Drogenhandel vorzugehen, indem sie Giftstoffe mit Hilfe von Flugzeugen auf die Plantagen spritzen, doch es wurden abermals Boden und Luft verseucht. Dazu kommt, dass die Plantagenbesitzer durch die Zerstörungen zusätzliche, neue Felder zum Anbauen anlegen und so der tropische Regenwald abgeholzt wird.